# Axel Sjöberg (fotograf)

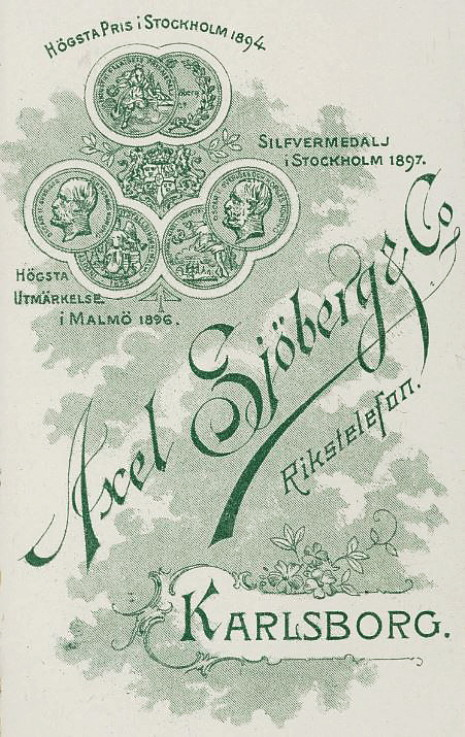
Axel Sjöberg & Co.

Per Axel Sjöberg, född 15 juni 1865 i Södertälje, död 19 juli 1936 var en svensk fotograf och kunglig hovfotograf.

## Biografi
Axel Sjöberg utbildade sig i Stockholm till fotograf. 1885 startade han tillsammans med sin bror Alfred (1868–1948) fotofirman Axel Sjöberg & Co i Karlsborg. På 1890-talet drev han också fotoverksamhet i Halmstad. Efter 1895 hade han fotoateljé på olika adresser i Malmö, först på Stortorget och sedan på Östra Hamngatan nr 6. År 1900 gifte han sig med Zelma Cecilia Löndahl (1876–1918), paret fick två barn.

### Fototävlingar

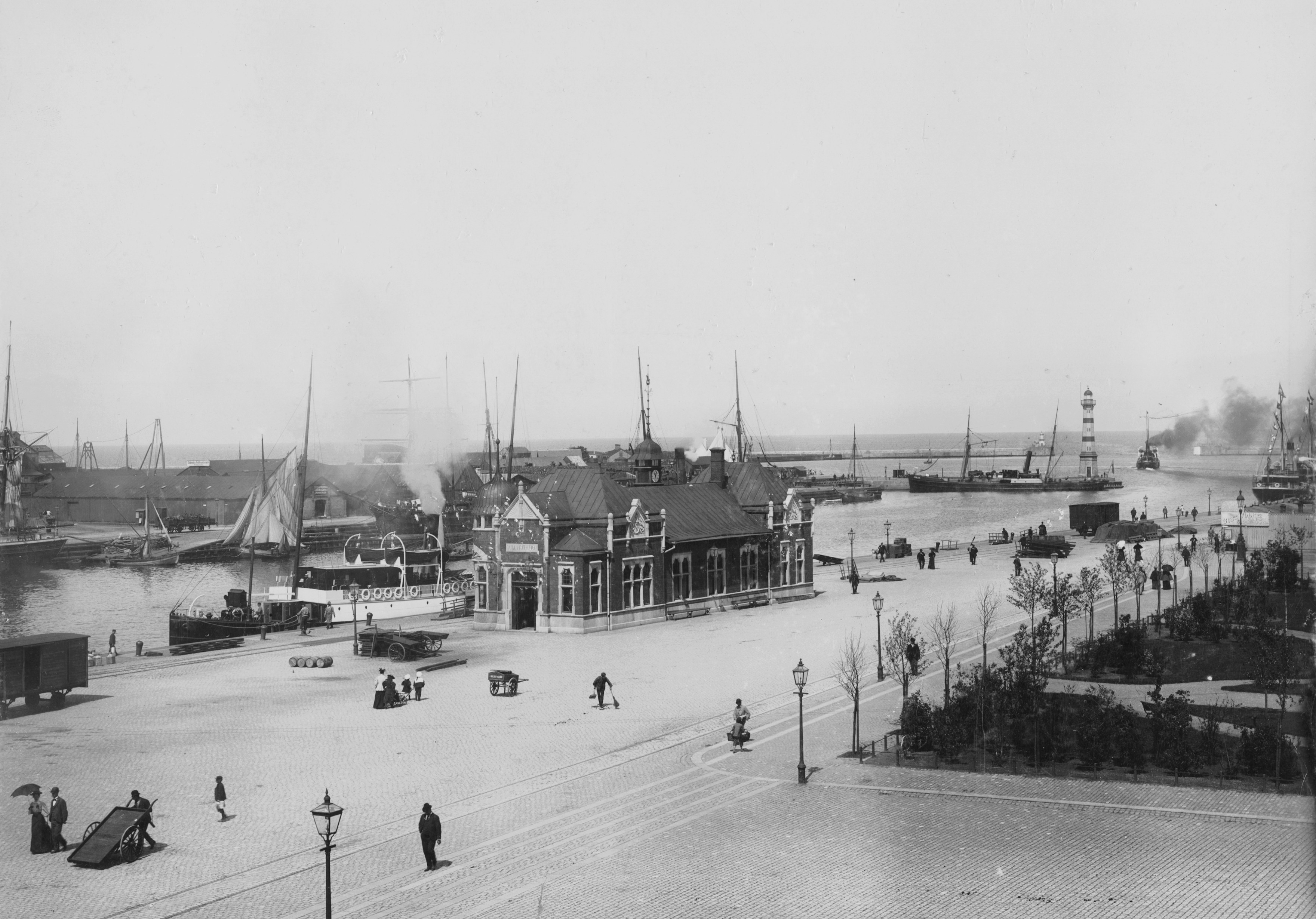
Malmö hamn, första pris i Stockholm 1894.

Sjöberg fotograferade miljöer och porträtt och fick många priser och utmärkelser och deltog framgångsrik i flera fototävlingar: 
- 1894, Stockholm (första pris)
- 1896, Malmö (första pris)
- 1897, Stockholm (andra pris)
- 1903, Helsingborg (första pris)
- 1905, Stockholm (första pris)

Han deltog även i Svenska Turistföreningens stora treåriga fototävlingen 1898-1900. Föreningen ville bland annat åstadkomma ”en större samling representativa fotografiska bilder”. Tävlingen 1898 gällde typiska landskapsbilder och bilder ur djurvärlden. 1899 skulle fokus ligga på byggnader och städer och det tredje året skulle fotografier av ”folktyper” skickas in. Sjutton deltagare skickade in 1 910 fotografier. Sjöberg lyckades inte att ta första pris men han belönades i samtliga tre tävlingar med andra priset. 1899 för ”en väl utförd och om konstnärlig uppfattning vittnande samling bilder af typiska skånska allmogebilder”. Även Axel Sjöbergs bror Alfred var framgångsrik fotograf och vann första pris i Svenska Turistföreningens fototävling 1909.

## Representerad
- Malmö museers arkiv
- Riksantikvarieämbetets arkiv
- Nordiska Museets arkiv
- Bohusläns museum